# Гиацинт Лойсон
Гиацинт Лойсон (настоящие имя и фамилия — Шарль Жан Мари Лойсон, более известный под церковным именем — Пер Гиацинт) (фр. Hyacinthe Loyson; 10 марта 1827, Орлеан — 9 февраля 1912, Париж) — французский проповедник и теолог. Один из главных представителей движения старокатолицизма во Франции в 1870-х годах.

## Биография

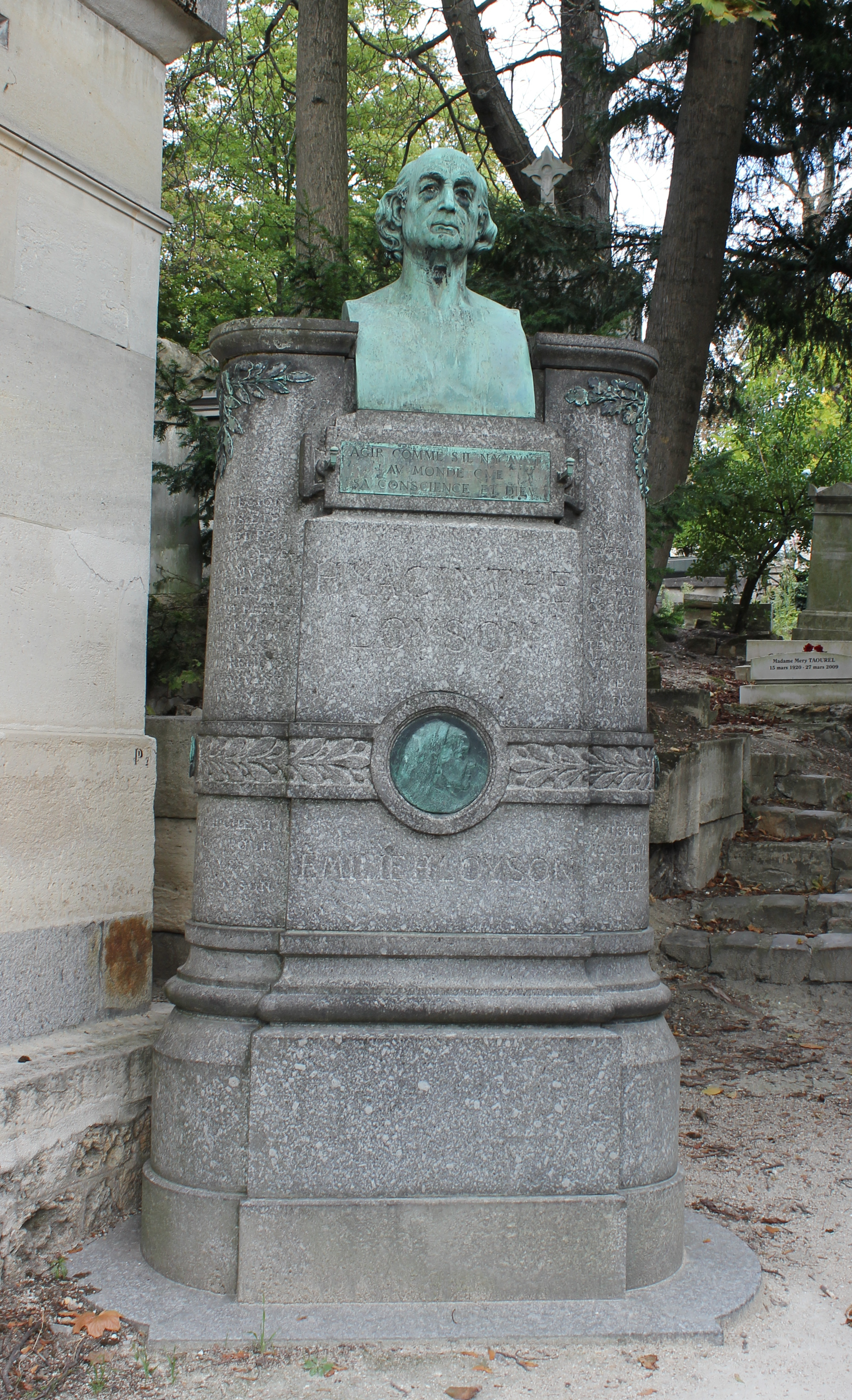
Памятник на могиле Пера Гиацинта на кладбище Пер-Лашез

Начальное образование получил в г. По, где его отец был ректором университета. В 1845 году поступил в семинарию при церкви Сен-Сюльпис, через четыре года был рукоположен. Позже преподавал философию в духовной семинарии в Авиньоне и богословие в семинарии в Нанте, исполнял обязанности священника в Сен-Сюльпис.
Вступил в монастырь ордена босых кармелитов, приняв монашеское имя — Гиацинт. Два года провёл в кармелитском монастыре в Лионе и привлёк большое внимание своими проповедями.
Чрезвычайные дарования вскоре выдвинули молодого монаха из ряда других и он был назначен проповедником в Собор Парижской Богоматери. Красноречие его привлекало постоянно большие массы слушателей.
Когда Первый Ватиканский собор в 1870 г. провозгласил догмат о непогрешимости папы римского, Гиацинт, вместе со многими лучшими умами католичества, в том числе Игнацем фон Дёллингером, отказался признать этот догмат, а когда, вслед за тем, началось так называемое старокатолическое движение, он стал одним из наиболее энергических его деятелей. Против него выступило много верующих, в том числе его родной брат, Луазон, профессор богословия в Сорбонне (которая, в полном составе, после Ватиканского собора из галликанства перешла в ультрамонтанство) прервал с ним всякие отношения и обрушился на него с укоризнами. Но о. Гиацинт не пал духом. Не слагая с себя священства, он вступил в брак (1872), издав при этом печатное оправдание своего поступка, возбудившего негодование в одних, одобрение и даже восторг в других. Папа Пий IX в 1869 году отлучил его от церкви. Несмотря на это отлучение, Гиацинт отправился в Рим и хотя обе власти — церковная и гражданская — оказывали ему противодействие, прочёл там ряд публичных лекций о современном католичестве, которые произвели большое впечатление на интеллигентную часть населения Рима.
Поселившись в Женеве, он занял должность священника одной из приходских католических церквей, но скоро был лишён прихода.
Когда, согласно определению первого собора старокатоликов, были образованы самостоятельные старокатолические епархии, о. Гиацинт стал священником одного из старокатолических приходов в Швейцарии и продолжал деятельно трудиться пером и проповедью на пользу старокатолицизма, с полной верой в его успех в недалёком будущем, стремился примирить католицизм с современными идеями.
Похоронен на кладбище Пер-Лашез.